# Свети Георги (Отуние)
Вижте пояснителната страница за други значения на Свети Георги.
„Свети Георги“ (на македонска литературна норма: „Свети Ѓорѓи“) е възрожденска църква в тетовското село Отуние, Република Македония, част от Тетовско-Гостиварската епархия на Македонската православна църква – Охридска архиепископия. Църквата е изградена в 1860 година. Обновена е в 1994 година. Ценни икони от нея са изложени в Тетовската галерия за икони. Църквата пострадва силно от албанските паравоенни формирования по време на Военния конфликт в Република Македония в 2001 година – разбита е мраморната плоча над входа с годината на изграждане, унищожен е интериорът, много от иконите са сечени и стреляни с куршуми.